# Vangelo dei Nazarei
Il Vangelo dei Nazarei (o Nazareni o Nazorei) è un vangelo apocrifo andato perduto, del quale ci è giunta traccia solo attraverso testimonianze occasionali fornite da alcuni padri della Chiesa. Era in uso tra i giudeo-cristiani presenti in Palestina nel II secolo. Probabilmente va identificato con altri due testi giudeo-cristiani parimenti perduti, il Vangelo degli Ebioniti e il Vangelo degli Ebrei.

## Testimonianze patristiche
Il Vangelo dei Nazarei compare in una ventina di citazioni patristiche, tra cui:
(Epifanio, Panarion, 29,9,4)
(Teodoreto, Haereticarum Fabularum Compendium, 2,1)
(Teodoreto, Haereticarum Fabularum Compendium, 2,2)
(Girolamo, De viris illustribus 3)
(Girolamo, Contra Pelag. 3,2)
(Girolamo, Comm. I in Matth. 12,13)
(Girolamo, Comm. in Is. 18 pref.)
In altri loci i padri, senza fornire particolari indicazioni sulla natura e l'uso del Vangelo dei Nazarei, ne segnalano piccole divergenze testuali rispetto ai vangeli canonici.

## Contenuto
Non essendoci pervenuto alcun manoscritto del Vangelo dei Nazarei è impossibile risalire al reale contenuto del testo e al suo legame col Vangelo di Matteo. Probabilmente si trattava di una forma variata di questo vangelo canonico, o addirittura era la primordiale stesura in aramaico operata dall'apostolo di cui fa memoria Papia, citato da Eusebio di Cesarea in Storia Ecclesiastica 3,39,16.
I Nazarei, al pari degli altri giudeo-cristiani, non credevano nella nascita verginale di Gesù e lo consideravano come solo un uomo, o meglio un profeta taumaturgo ma non di natura divina. La sua personale risurrezione inoltre non era vista con la stessa importanza come è diventata nella tradizione cristiana successiva, cioè il mezzo grazie al quale tutti gli uomini giungono alla salvezza. Per questi motivi probabilmente il Vangelo dei Nazarei non conteneva l'episodio della nascita verginale di Gesù e della sua risurrezione (il passo citato di Epifanio testimonia l'integrità del testo, ma ammette anche di non averlo mai visionato di persona).
Nei Padri della Chiesa sono presenti distinti accenni circa il Vangelo degli Ebioniti, il Vangelo dei Nazarei e il Vangelo degli Ebrei. Tuttavia in alcuni loci si parla di Vangelo degli Ebrei ma il richiamo è chiaramente a uno degli altri due (p.es. Eusebio di Cesarea in Storia Ecclesiastica 3,27,4 parla degli Ebioniti e dice che "usavano solo il cosiddetto Vangelo secondo gli Ebrei"; similmente Teodoreto in Haereticarum Fabularum Compendium 2,1 parla dei Nazareni e dice che "accettano unicamente il Vangelo secondo gli Ebrei"). Inoltre certi passi che un padre attribuisce a qualcuno dei 3 vangeli, un altro padre li attribuisce a un vangelo differente. Non è difficile pertanto ipotizzare, sebbene non sia dimostrabile con assolutezza, che i 3 vangeli rappresentino diciture diverse di un unico testo.
Però, se esiste una certa tendenza nella comunità scientifica a ricondurli verso un unico vangelo (anche sulla scia delle citazioni patristiche), detto appunto vangelo degli Ebrei (ritenuto verosimilmente dai Padri della Chiesa come il vangelo originario di Matteo privo almeno della parte iniziale, la genealogia di Gesù), oggi esistono anche due teorie differenti. La prima identifica nel vangelo degli Ebrei anche il cosiddetto vangelo dei Nazarei, e nel vangelo degli Ebioniti il cosiddetto vangelo dei Dodici. A supporto di questa ipotesi la probabilità che, sulla base dei riferimenti pervenutici, il vangelo degli Ebioniti sia stato composto con il contributo fondamentale dei tre vangeli sinottici (Matteo, Marco, Luca), e pertanto appare difficile il riferimento ad un unico vangelo aramaico per questi tre testi citati dai Padri. Una seconda ipotesi parla di tre entità distinte: vangelo degli Ebrei, vangelo dei Nazarei e vangelo degli Ebioniti.